# Dulichiopsis nordlandica
Dulichiopsis nordlandica is een vlokreeftensoort uit de familie van de Dulichiidae. De wetenschappelijke naam van de soort is voor het eerst geldig gepubliceerd in 1870 door Boeck.